# Jaimerson Xavier
Jaimerson da Silva Xavier, genannt Jaime, (* 26. Februar 1990 in Guarulhos) ist ein brasilianischer Fußballspieler.

## Karriere
Jaime startete seine Profilaufbahn bei Associação Portuguesa de Desportos. Bei diesem schaffte er 2009 den Sprung in den Profikader. Am 19. August 2009 bestritt er sein erstes Spiel in der Série B gegen den Campinense Clube. In den Folgejahren saß er mehrmals auf der Reservebank und kam zu gelegentlichen Einsätzen. 2011 gewann Portuguesa die Meisterschaft in der Série B. Jaime machte den Aufstieg in Série A nicht mit. Er wurde vor Saisonbeginn an den unterklassigen EC Rio Verde abgegeben. Gleich im Jahr darauf wurde Jaime 2013 von GE Anápolis verpflichtet. Dieser lieh den Spieler für die Saison 2013/14 nach Portugal an Nacional Funchal aus. Er kam in dem Klub zu keinen Einsätzen und kehrte am Ende der Saison wieder nach Brasilien zurück.
2015 kam der Spieler zum Nacional AC (SP). Hier bestritt er Spiele in der dritten Liga der Staatsmeisterschaft von São Paulo sowie im Staatspokal von São Paulo. Am 15. Februar 2016 wurde sein Wechsel zum Figueirense FC bekannt. Mit dem Klub sollte er in der Série A auflaufen. Am ersten Spieltag der Série A 2016 spielte Figueirense gegen AA Ponte Preta und Jaime stand in der Startelf. Noch in der laufenden Saison wechselte Jamie Anfang August 2016 auf Leihbasis zum Joinville EC in die Série B.
Nach Beendigung der Série A 2016 wurde Jaime von Figueirense an den Santa Cruz FC abgegeben. Bei diesem erhielt er einen Einjahreskontrakt. Nach Ablauf der Verpflichtung fand Jaime im Dezember 2017 einen neuen Klub in Indonesien. Er unterzeichnete bei Persija Jakarta. Hier erhielt Jaime einen Vertrag bis Ende 2018.
Im Januar 2019 wechselte Jaime zum Ligakonkurrenten Madura United. Dieser lieh in sofort wieder an Persija aus, die Leihe wurde aber bereits nach einem Monat wieder beendet. Nach zweieinhalb Jahren ging seine Reise in Indonesien weiter, er ging im Juni 2022 zum Aufsteiger Persis Solo. Zur Saison 2024/25 wechselte Jaime innerhalb der Liga zum PSBS Biak.

## Erfolge
Portuguesa
- Série B: 2011

Persija
- Liga 1 (Indonesien): 2018
- Indonesia President’s Cup: 2018